# Hel (mitološko biće)
Hel je u Germanskoj mitologiji božica i kraljica Helheima, germanskog podzemlja.
U Gylfaginningu, opisana je kao Lokijeva i Angrboðina kćer i Fenrirova i Jörmungandrova (morska zmija) sestra. Iako je njen otac bog, a ujedno i div kao i njena majka, i ona je isto div, ali također ujedno i božica.
Kad je Odin postao svjestan postojanja Lokijeve djece, prognao ih je. Hel je poslao u podzemlje gdje će vladati svima u devet svjetova koji su umrli nečasno (od starosti ili od bolesti). Njeni posjedi opisani su ovako:
| Hon á þar mikla bólstaði ok eru garðar hennar forkunnar hávir ok grindr stórar. Éljúðnir heitir salr hennar, Hungr diskr hennar, Sultr knífr hennar, Ganglati þrællinn, Ganglöt ambátt, Fallandaforað þresköldr hennar er inn gengr, Kör sæing, Blíkjandaböl ársali hennar. Hon er blá hálf en hálf með hörundarlit, því er hon auðkend ok heldr gnúpleit ok grimmlig. | Ima velike posjede tamo; njeni zidovi su visoki a vrata velika. Njen dvor je zvan Sleet-Cold; njeno jelo, Glad; Famine je njen nož; Idler, njen batler; Sloven, njen čistač; Pit of Stumbling, njen trezor mrtvih, u koji netko uđe; Bolest, njen krevet; Gleaming Bale, njene plahte. Ona je poluplavo-crna i polukoža-bojana (po čemu je lako prepoznatljiva), i niska i opaka. |

Kasnije je opisano kako Hermóðr pokušava uzeti Baldrovu dušu od Hel:
| En þat er at segja frá Hermóði at hann reið níu nætr døkkva dala ok djúpa svá at hann sá ekki fyrr en hann kom til árinnar Gjallar ok reið á Gjallarbrúna. Hon er þökt lýsigulli. Móðguðr er nefnd mær sú er gætir brúarinnar. | Sada ovo treba biti rečeno uključujući Hermóðra, da je jahao devet noći kroz tunele mračne i duboke, tako da ne vidi prije nego dođe do rijeke Gjöll (ili Gjallar-rijeka) i zajaše na Gjöll-Mostu (ili Gjallar-most); koji most zlatom obložen je. Móðguðr je naziv djeve čuvarice, čuvarice mosta. |